# Microsoft PowerPoint
Microsoft PowerPoint是美国微軟公司開發的簡報办公软件，是Microsoft Office系统中一个组件。它支持Microsoft Windows以及Apple的Mac OS X操作系统。現時最新的版本是Microsoft PowerPoint 2021。作为会议、销售和遊說工程中最流行的形式，它被商务、管理、学术和教育人员广泛使用。

## 運作
在Microsoft PowerPoint，就像其它大部分簡報軟體一樣，文字、圖像、影片和其它物體被安置在個別頁或「幻燈片」上。「幻燈片」類似品是個參考物件，相等於幻燈機。隨著PowerPoint和其它簡報軟件的使用，幻燈機日漸淘汰。幻燈片可以打印或（經常）投影于銀幕並可隨演示者命令導覽。介於幻燈片之間的轉換類型可以指定多種方式的動畫，就如同在幻燈片本身上出現一樣。整體簡報設計可由母板來控制；而从整體的結構，至每個幻燈片的文字，可利用缩略圖來編輯。可被儲存和運行的簡報檔案格式如下：
| 文件类型                         | 扩展名 | 简述                                                                                               |
| -------------------------------- | ------ | -------------------------------------------------------------------------------------------------- |
| PowerPoint演示文稿               | .pptx  | 基本演示文稿                                                                                       |
| PowerPoint Macro-Enabled演示文稿 | .pptm  | 包含宏的演示文稿。                                                                                 |
| PowerPoint 97-2003 演示文稿      | .ppt   | 旧版本演示文稿                                                                                     |
| PDF 文档格式                     | .pdf   | PostScript Adobe Systems开发的基于文档的电子文件格式，可保留文档格式并启用文件共享。               |
| XPS 文档格式                     | .xps   | 一种新的电子纸张格式，用于以最终形式交换文档。                                                     |
| PowerPoint设计模板               | .potx  | 演示文稿模板                                                                                       |
| PowerPoint Macro-Enabled设计模板 | .potm  | 包含预先批准的宏的演示文稿模板                                                                     |
| PowerPoint 97-2003 设计模板      | .pot   | 旧版本演示文稿模板                                                                                 |
| Office主题                       | .thmx  | 包含颜色主题、字体主题和效果主题定义的样式表。                                                     |
| PowerPoint显示                   | .ppsx  | 仅“幻灯片放映”版式的演示文稿                                                                       |
| PowerPoint Macro-Enabled显示     | .ppsm  | 包含宏仅“幻灯片放映”版式的演示文稿                                                                 |
| PowerPoint 97-2003 放映          | .pps   | 旧版本仅“幻灯片放映”版式的演示文稿                                                                 |
| PowerPoint Add-In                | .ppam  | 一个加载项，用于存储自定义命令、Visual Basic for Applications (VBA) 代码和专用功能（例如加载项）。 |
| PowerPoint 97-2003 Add-In        | .ppa   | 旧版本含加载项的演示文稿                                                                           |
| PowerPointXML 演示文稿           | .xml   | 支持 XML 的标准文件格式的演示文稿。                                                                |

另可保存但不能运行以下格式：
| 文件类型                         | 扩展名       | 简述 |
| -------------------------------- | ------------ | --- |
| MPEG-4 视频                      | .mp4         | 另存为视频的演示文稿。 MP4 文件格式在许多媒体播放器上播放，例如Windows Media Player。 |
| Windows Media Video              | .wmv         | 另存为视频的演示文稿。 WMV 文件格式在许多媒体播放器上播放。 注意: 此格式仅适用于 PowerPoint 2010 版本。 |
| GIF（图形交换格式）              | .gif         | 用作图形的幻灯片，用于网页。 GIF 文件格式限制为支持 256 种颜色。 因此，它对于扫描的图像（如插图）更有效。 GIF 还适用于线条图、黑白图像以及仅高几个像素的小文本。 GIF 还支持动画。                                                     |
| JPEG (联合图像专家组) FileFormat | .jpg         | 用作图形的幻灯片，在网页上使用。 JPEG 文件格式支持 1600 万种颜色，最适合用于照片和复杂图形。 |
| PNG (可移植网络图形) 格式        | .png         | 用作图形的幻灯片，用于网页。 PNG 被万维网联合会批准为标准， (W3C) GIF。 PNG 不支持 GIF 动画，并且某些较旧的浏览器不支持此文件格式。 PNG 支持透明背景。                                                                                |
| TIFF (标记图像文件格式)          | .tif         | 用作图形的幻灯片，用于网页。 TIFF 是在个人计算机上存储位映射图像的最佳文件格式。 TIFF 图形可以是任何分辨率，并且可以是黑白、灰度或颜色。                                                                                              |
| 与设备无关的位图                 | .bmp         | 用作图形的幻灯片，用于网页。 位图是由圆点的行和列组成的表示形式，计算机内存中的图形图像。 每个点的值 (填充或不填充) 存储在一位或多位数据中。                                                                                          |
| Windows 图元文件                 | .wmf         | 一张幻灯片，作为 16 位图形 (用于 Microsoft Windows 3.x 及更高版本) 。 |
| 增强Windows图元文件              | .emf         | 一张幻灯片，作为 32 位图形 (用于 Microsoft Windows 95 及更高版本) 。 |
| 大纲/RTF                         | .rtf         | 演示文稿大纲为纯文本文档，提供较小的文件大小，并能够与可能没有相同 PowerPoint 版本或操作系统的其他人共享无宏文件。 笔记窗格中的任何文本不会保存为此文件格式。                                                                         |
| PowerPoint图片演示文稿           | .pptx        | 一 PowerPoint 演示文稿，其中每张幻灯片已转换为图片。 将文件保存为PowerPoint图片演示文稿将减小文件大小。 但是，某些信息将丢失。 |
| 严格开放 XML 演示文稿            | .pptx        | 采用 ISO 严格版本的演示文稿PowerPoint演示文稿文件格式。 |
| OpenDocument 演示文稿            | .odp         | 可以保存 PowerPoint 文件，以便可以在使用 OpenDocument 演示文稿格式的演示文稿应用程序中打开这些文件，例如 Google Docs 和 OpenOffice.org 一。 也可以以 .odp 格式打开演示文稿，PowerPoint。 保存和打开 .odp 文件时，某些信息可能会丢失。 |
| 单个文件网页                     | .mht; .mhtml | 网页作为单个文件，包含.htm文件以及所有支持文件，例如图像、声音文件、级联样式表、脚本等。 适合通过电子邮件发送演示文稿 注意: 此格式仅在 PowerPoint 2007 中可用。                                                                       |
| 网页                             | .htm;.html   | 网页作为文件夹，包含.htm文件以及所有支持文件，例如图像、声音文件、级联样式表、脚本等。 适合在网站上发布内容，或者使用 FrontPage Microsoft Office HTML 编辑器进行编辑。 注意: 此格式仅在 PowerPoint 2007 中可用。                      |

## 历史
PowerPoint這個點子原本來自於Bob Gaskins的主意。他是前柏克莱博士生。當時他理解到即將到來的圖形介面時代可能會推翻簡報設計與創造的工具。1984年，Gaskins加入一家衰退中的矽谷軟體公司叫做Forethought並且雇用了軟體開發師 Dennis Austin。Bob和Dennis完善化他的夢想，並設計了"Presenter"實行了該計畫。Dennis與Tom Rudkin設計了原始版本的程式。Bob後來建議了新的產品名"PowerPoint"，該名稱最後變成產品正式名稱。
PowerPoint 1.0於1987年於蘋果麥金塔電腦上發行。該軟體一開始只有黑與白，只為透明投影幻燈片產生文字與圖形頁。雖然第一台彩色麥金塔電腦很快就進入市場，然而全彩版PowerPoint在原始版後一年才上市。
第一版的使用者手冊相當獨特。該手冊是本精裝版藍書，因為Forethought相信，在這1987年電腦、電腦書還上不了檯面的時代，這些高級主管們不會介意有本不太跟電腦扯上關係的小藍書擺在桌上。升級手冊後來被證明挺貴的。所以精裝本小書手冊沒多久就被放棄了。
1987年末，微軟以1400萬美金代價收購了Forethought與PowerPoint。1990年PowerPoint第一個視窗版本發行。而自1990年以來，PowerPoint成為微軟Office套餐程式的一個標準成員。
PowerPoint 2002年版─Office XP專業版套餐的部分同時也是單獨的軟體─提供了許多功能：例如比较和合并演示文稿，为各自的图片或文字自定动画路径，文氏图和快取图案，投影片检视模式 (multiple slide masters)，一个「任务面板」去检视和选择在剪貼簿（clipboard）中的文字和对象，演示文稿密码保护，自动相簿产生，和用「聪明标签」允许人快速地选择文字模板格式到演示文稿中。
在成为了Microsoft Office的一部份后，PowerPoint变成了世界上使用最广泛的演示文稿软件。隨著微軟Office檔案常常從一個電腦用戶傳到另一個電腦用戶，可以說任何簡報軟體─如蘋果的Keynote、OpenOffice.org的Impress─最重要的特色變成了可以開PowerPoint的檔案。然而，因為PowerPoint透過OLE內嵌來自於其他應用軟體內容的特性，許多簡報被高度綁死在視窗平台上。這意味著甚至MacOS版的PowerPoint不是總是可以成功的開啟同樣PowerPoint、來自視窗版本的檔案。這導致用戶移動到開放標準上，如PDF和OpenDocument。但经过长期发展后，上述影响已被消除。
在Microsoft 2013版本后，随着微软整体风格的变化，PowerPoint的风格也变为了扁平化设计风格，同时引入了OneDrive云，自此PPT可快捷保存到Onedirve上，Microsoft推出了长期支持版本Office 365，后改名为Microsoft 365。

## 文化影响
支持者和评论家普遍认为PowerPoint非常好用，也很能为人们节省时间，要不然得用其他類型的視覺輔助─像手畫、機械排版的膠片、黑板或白板、或者高射投影機。這同樣讓使用這些視覺輔助的簡報人員鬆了口氣，甚至可以根本不用站上台簡報，這些在在都鼓勵人們製作自己的簡報。然而隨著PowerPoint的格式、動畫、和多媒體能力變得漸趨複雜，同時隨著製作簡報越容易（甚至簡單到"自動內容精靈"會建議簡報結構的地步），介於簡報者和觀眾間的需要與渴望的差異性變得越來越明顯。
有些人褒扬PowerPoint于艺术上用途的能力。例如，David Byrne (musician)利用PowerPoint为他的书与DVD：Envisioning

## 对PowerPoint的批评
針對PowerPoint的批評主要來自耶魯大學統計學暨圖形設計教授Edward Tufte。在他的論文《論PowerPoint的認知格調》中，Tufte教授列出了許多PowerPoint的不良特徵（emergent properties）：
- PowerPoint仅仅被作为演示者的指南，起到一个『恢复信心』的作用；
- 在某些解析度低的电脑萤幕会变成无甚帮助且极为简单的表格和图表；
- 強制性地使頁面按照一個固定順序排列（如果是發講義，聽眾則可以根據需要翻閱任何段落）；
- 缺少經驗的演示者在使用糟糕的模版以及默認設定時會做出糟糕的排版樣式和圖表規劃；
- 原本是被按照思维顺序排列的论点，或是有开头、主体和结尾的文章被拆得支离破碎。

雖然Tufte教授的很多論點看上去很有意義，但其實遭到很多專家的強烈地反對──請參看文章《五個專家反對Tufte對PowerPoint的意見》。
多伦多大学的管理学教授David Beatty表示：“PowerPoint就像是种疾病，它是管理学上的爱滋。”他建议简报者应花85%时间准备说些什么，而只花15%时间在如何说之上。他也报告了3M强力劝阻PowerPoint的使用，因为「它删除了细节与思考」；同时该公司认为PowerPoint让人们专注于漂亮的图形而非正事。（在电脑辅助简报问世前，3M是投影机的主要制造商，现下由于PowerPoint淡出市场。）
彼德·诺米格弄了个林肯《盖茨堡宣言》的PowerPoint版本──它算是个半开玩笑的范例，重点在揶揄与PowerPoint相关的简报风格。 Norvig于2000年在他的网站上出版了该幻灯片 （页面存档备份，存于）。它随即被许多早期的网志，甚至华尔街日报援引来说明一个匠心独运、功成圆满的演说可被改写成支离破碎、过度装饰的幻灯片与甚至包括无关资料表的集合。
濫用PowerPoint助長了催眠性交流──增加了反向元建模無心的使用，例如：殘缺不全的句子、概念化、名詞化等。

### 职场影响
公司的员工、学校的教师与学生需要制作大量PPT来展示内容，常常不得不花费大量精力对其外观精雕细琢，这被认为是PPT带来的不必要的劳动。
苹果公司创始人史蒂夫·乔布斯禁止公司内部使用PPT，他说：“我希望他们参与进来，在桌面上讨论问题，而不是展示一堆幻灯片。知道自己在说什么的人不需要 PowerPoint。”亚马逊CEO杰夫·贝佐斯、Facebook首席运营官扎克伯格都表达过对PPT的反对。

### Death by PowerPoint
"Death by PowerPoint"这个措辞日渐普及来描述烂演示文稿。 "Death by PowerPoint"不必然指的是演示文稿本身沉闷，这个问题是出在演示者身上。
"Death by PowerPoint"的例子包括：
- 不必要的長篇簡報
- 簡報者用單調口氣簡單地讀幻燈片，但根本上觀眾可以自己看熒幕
- PowerPoint報告只有簡樸的文字而沒有圖片或者動畫
- 相反地，報告荒謬地在每一文字上有大量動畫的習慣（包括飛入、扯拽和小滴）
- 頁面塞滿小而難以辨認的文字

## 版本

### Microsoft Windows版本
| 发布日期 | 名称                           | 版本 |
| -------- | ------------------------------ | ---- |
| 1990     | PowerPoint 2.0 for Windows 3.0 | 2.0  |
| 1992     | PowerPoint 3.0 for Windows 3.1 | 3.0  |
| 1993     | PowerPoint 4                   | 4.1  |
| 1995     | PowerPoint for Windows 95      | 7.0  |
| 1996     | PowerPoint 97                  | 8.0  |
| 1999     | PowerPoint 2000                | 9.0  |
| 2001     | PowerPoint XP                  | 10.0 |
| 2003     | Office PowerPoint 2003         | 11.0 |
| 2007     | Office PowerPoint 2007         | 12.0 |
| 2010     | PowerPoint 2010                | 14.0 |
| 2013     | PowerPoint 2013                | 15.0 |
| 2015     | PowerPoint 2016                | 16.0 |
| 2018     | PowerPoint 2019                | 16.0 |
| 2021     | PowerPoint 2022                | 17.0 |

### Mac OS版本
| 发布日期 | 名称            | 版本 |
| -------- | --------------- | ---- |
| 1987     | PowerPoint 1    | 1.0  |
| 1988     | PowerPoint 2    | 2.0  |
| 1992     | PowerPoint 3    | 3.0  |
| 1994     | PowerPoint 4    | 4.0  |
| 1998     | PowerPoint 98   | 8.0  |
| 2000     | PowerPoint 2001 | 9.0  |
| 2001     | PowerPoint X    | 10.0 |
| 2004     | PowerPoint 2004 | 11.0 |
| 2008     | PowerPoint 2008 | 12.0 |
| 2010     | PowerPoint 2011 | 14.0 |
| 2015     | PowerPoint 2016 | 15.0 |
| 2018     | PowerPoint 2019 | 16.0 |
| 2021     | PowerPoint 2022 | 17.0 |

## 参阅
- OpenOffice.org Impress
- Apple Keynote
- oNLine System
- 檔案瀏覽器
- HyperCard
- PPT格式